# Det flammende bogstav
 "The Scarlet Letter" omdirigeres hertil. For anden betydning, se The Scarlet Letter (flertydig).
Det flammende bogstav (The Scarlet Letter) er en roman fra 1850 af Nathaniel Hawthorne. Romanen foregår i Boston i det 17. århundrede, da byen var puritansk.
Hovedpersonen er Hester Prynne, ifølge Elsa Gress "den bedst opfattede og beskrevne kvindeskikkelse i amerikansk litteratur". Bogens titel hentyder til det bogstav, som hun som en del af sin straf skal bære på sit bryst til at markere sin synd: 
I den danske oversættelse er bogstavet et H og kan måske betyde hore. I den amerikanske originaltekst er det et A, der kan stå for adulteress; men bogen fortæller aldrig udtrykkeligt, hvad bogstavet skal betyde. Denne undladelse af Hawthorne giver historien en særlig pointe, fordi Hester bliver ved med at bære bogstavet også senere i livet, da hun godt kunne have lagt det fra sig. Måske giver hun det på denne måde en anden betydning, end myndighederne havde tænkt sig.
Hesters synd består i, at hun har født et barn, selv om hendes ægtemand endnu ikke er ankommet til kolonien i New England, og hun selv har boet der i et par år. Barnet, en pige ved navn Perle (Pearl i den engelske tekst) viser sig tidligt at være en stærk og selvstændig personlighed ligesom sin mor, og hun spiller en stor og aktiv rolle i historien.
Andre hovedpersoner er den unge Arthur Dimmesdale og den aldrende Roger Chillingworth, som bliver indviklet i et mærkeligt psykologisk spil, der også omfatter Hester og barnet.

## Filmatiseringer
Romanen er blevet filmatiseret adskillige gange, herunder ved:
- The Scarlet Letter (film fra 1908), en amerikansk stumfilm
- The Scarlet Letter (film fra 1911), en amerikansk stumfilm
- The Scarlet Letter (film fra 1913), en amerikansk stumfilm
- The Scarlet Letter (film fra 1917), en amerikansk film
- The Scarlet Letter (film fra 1920), en amerikansk film
- The Scarlet Letter (film fra 1922), en britisk film
- The Scarlet Letter (film fra 1926), en amerikansk film
- The Scarlet Letter (film fra 1934), en amerikansk film
- The Scarlet Letter (film fra 1973), en tysk film
- The Scarlet Letter (tv-serie), en tv-mini serie fra 1979
- The Scarlet Letter, en amerikansk film fra 1995 udgivet på dansk som Det flammende bogstav
- The Scarlet Letter (film fra 2004), en sydkoreansk  film
- The Scarlet Letter (film fra 2015), en film instrueret af Elizabeth Berry